# Сухаревский сельсовет (Могилёвская область)
Сухаре́вский сельсовет (бел. Сухараўскі сельсавет) — административная единица на территории Могилёвского района Могилёвской области Белоруссии. Административный центр — агрогородок Сухари.

## История
Образован 20 августа 1924 года.

## Состав
Включает 15 населённых пунктов:
- Акулинцы — деревня
- Большое Бушково — деревня
- Василевичи — деревня
- Зарестье — деревня
- Иванов Дворец — деревня
- Ивановичи — деревня
- Кисельки — деревня
- Малое Бушково — деревня
- Рики — деревня
- Софийск — деревня
- Супоничи — деревня
- Сухари — агрогородок
- Тетеревник — деревня
- Ходнево — деревня
- Хорошки — деревня